# Bundesstraße 86
Pour les articles homonymes, voir B86 et Route 86.
La Bundesstraße 86 (abrégé en B 86) est une Bundesstraße reliant Hettstedt à Straußfurt.

## Localités traversées
- Hettstedt
- Mansfeld
- Riestedt (de)
- Artern
- Heldrungen
- Kindelbrück
- Weißensee
- Straußfurt